# Alekséi Zhadov
Alekséi Semenovich Zhadov (en ruso: Алексе́й Семёнович Жа́дов), nacido Zhidov (en ruso: Жи́дов; Nikolskoe, 30 de marzo de 1901 – Moscú, 30 de noviembre de 1977) fue un oficial militar soviético del Ejército Rojo que, durante la Segunda Guerra Mundial, comandó el 66.º Ejército, posteriormente rebautizado como 5.º Ejército de la Guardia, desde la batalla de Stalingrado hasta el final de la contienda. Por su liderazgo, Zhadov recibió el título de Héroe de la Unión Soviética. Tras la guerra, comandó el Grupo de Fuerzas Centro y fue subcomandante de las Fuerzas Terrestres Soviéticas.

## Biografía

### Infancia y juventud
Alekséi Zhadov nació el 30 de marzo de 1901 en la pequeña localidad rural de Nikolskoe —actualmente situada en óblast de Oriol en Rusia.— Se unió al Ejército Rojo en 1919 y luchó en la guerra civil rusa y posteriormente en la revuelta de los Basmachí. Se graduó en la Academia Militar Frunze en 1934 y en 1940 asumió el mando de una división de caballería.
A finales de mayo de 1941, mientras servía como comandante de la 21.ª División de Caballería de Montaña de Turkestán en el Distrito Militar de Asia Central, fue ascendido a comandante del 4.º Cuerpo Aerotransportado estacionado en Pujovichi, en el Distrito Militar Especial Oeste, la administración militar de la RSS de Bielorrusia. Después de haber servido principalmente en la rama de caballería del Ejército Rojo durante 21 años, el ascenso al mando de una unidad aerotransportada fue un enorme salto de responsabilidad para él.

### Segunda Guerra Mundial

#### Operación Barbarroja
El 22 de junio de 1941, Durante la invasión alemana de la Unión Soviética, el mayor general Alekséi Zhadov se dirigía en tren a Moscú desde Taskent para unirse al 4.º Cuerpo Aerotransportado, que ahora estaba subordinado al Frente Oeste. Cuando llegó a Moscú en la mañana del 24 de junio, esperaba oír noticias de que el ataque alemán había sido rápidamente rechazado y la lucha llevada a territorio alemán, pero en lugar de eso se le informó de que las fuerzas soviéticas en las zonas fronterizas estaban siendo atacadas y que la comunicación entre las unidades y sus líneas de mando se había interrumpido. Al día siguiente, 25 de junio, partió en tren hacia Minsk, capital de la RSS de Bielorrusia. En el tren, se encontró con el coronel Nikolái Naumenko, quien se dirigía al cuartel general de la Fuerza Aérea del Frente Oeste. Pero tras un ataque aéreo alemán, mientras el tren se encontraba en Orsha, se canceló el transporte ferroviario. Más tarde por la noche, él y Naumenko continuaron en un coche oficial hasta Borisov, conduciendo despacio, ya que estaba prohibido usar faros delanteros. A menudo, el tráfico denso en dirección contraria los retrasaba y, además, tenían que evitar constantemente los ataques aéreos alemanes.
El 27 de junio, las unidades panzer del Grupo de Ejércitos Centro alemán llegaron a las afueras de Minsk. En lugar de continuar hacia la capital bielorrusa desde Borisov, Zhadov y Naumenko se dirigieron al sureste, al cuartel general del Frente Oeste, ubicado en un bosque cerca de Mouilov. En la mañana del 28 de junio, se presentó ante el comandante del Frente, el general Dmitri Pávlov, quien simplemente le informó: «La situación es compleja, difícil y, sobre todo, incierta». En ese momento las tropas soviéticas del Frente Oeste estaban siendo atacadas por las fuerzas alemanas del Grupo de Ejércitos Centro en la batalla de Bialystok-Minsk.
Minsk cayó ante las unidades panzer alemanes del Grupo de Ejércitos Centro el 28 de junio,  lo que resultó en el cerco de la mayoría de las unidades del Frente Oeste. Ese mismo día, Pávlov dio órdenes a la 214.ª Brigada Aerotransportada del 4.º Cuerpo Aerotransportado para que lanzara un ataque en apoyo del 20.º Cuerpo Mecanizado del mayor general Andréi Nikitin contra las líneas de suministro del 2.º Grupo Panzer del coronel general Heinz Guderian, pero había poca información sobre las condiciones en que se encontraba el 4.º Cuerpo Aerotransportado o incluso dónde se encontraba. El 27 de junio, el cuartel general del Frente Oeste ordenó al cuerpo retirarse a la zona del río Berézina, más allá del cerco alemán, por lo que, Zhadov tuvo que conducir hasta el área con la esperanza de encontrar al personal del cuartel general de la unidad. Al principio no pudo localizar su unidad, pero después de algunos intentos más, logró contactarla y se unió con sus tropas en la noche del 29 de junio.
En ausencia de Zhadov, el jefe del Estado Mayor del cuerpo, el coronel Aleksandr Kazankin, había estado al mando de la unidad y había iniciado los preparativos para ejecutar las órdenes de Pávlov del 28 de junio. El 30 de junio, la 214.º Brigada Aerotransportada comenzó su ataque, pero como sus paracaidistas carecían de los aviones necesarios para lanzar el asalto aéreo, se desplegaron en camiones. La brigada no logró unirse con el 20.º Cuerpo Mecanizado y ambas fuerzas fueron fácilmente derrotadas por el 2.º Grupo Panzer. Los restos de la brigada lucharon durante tres meses en la retaguardia alemana y en el frente junto a otras unidades soviéticas. Durante la primera semana de julio, las 7.ª y 8.ª Brigadas Aerotransportadas del 4.º Cuerpo Aerotransportado se atrincheraron y defendieron las orillas del río Berezina. Pero para el 7 de julio, los grupos 3.º y 4.º Panzer habían llegado al río Dniéper, muy por detrás de las posiciones defendidas por las dos brigadas aerotransportadas de Zhadov, que aún mantenían sus posiciones a lo largo del río Berezina. Por lo que, las unidades de Zhadov se vieron obligadas a retirarse hacia el río Dnieper para evitar quedar completamente aisladas y el 13 de julio se unieron a las fuerzas soviéticas que defendían las orillas del río. A finales de septiembre, los restos muy debilitados de la 214.ª Brigada Aerotransportada quedaron atrapados en un cerco durante la batalla de Kiev, pero el 24 de septiembre, 200 supervivientes escaparon de la bolsa y alcanzaron las líneas soviéticas cerca de Lebedyn. El 28 de septiembre, los supervivientes se reunieron con su cuerpo de origen en la Base Aérea Engel, cerca de Moscú.
A partir del 2 de agosto de 1941, sirvió como jefe de Estado Mayor del 3.er Ejército, comandado por el teniente general Vasili Kuznetsov. Con el que participó en la batalla de Moscú.

#### 1942-1945
En mayo de 1942, asumió el mando del 8.º Cuerpo de Caballería del Frente de Briansk y, unos meses después, en octubre de 1942, fue asignado al 66.º Ejército del Frente del Don, ejército que comandó hasta el final de la guerra. Al mando de su ejército participó en la batalla de Stalingrado, durante la cual el 25 de noviembre de 1942 cambió su apellido de «Zhidov» a «Zhadov» a petición de Iósif Stalin, ya que su apellido se parecía a la palabra «Zhyd», que es una forma despectiva para referirse a los judíos en ruso.  De hecho Zhadov era étnicamente eslavo. El 66.º Ejército pasó a llamarse 5.º Ejército de la Guardia por su valentía y tenacidad demostradas en combate durante la batalla de Stalingrado.
En abril de 1943, el 5.º Ejército de la Guardia quedó subordinado al Frente de la Estepa, y más tarde al Frente de Vorónezh el 8 de julio durante la batalla de Kursk. El ejército participó en una de las mayores batallas de tanques de la historia militar, la batalla de Prójorovka durante la batalla de Kursk. En vísperas de la batalla de tanques, su ejército carecía de medios blindados y sufría una grave escasez de munición de artillería. A pesar de informar que su ejército no estaba en condiciones de apoyar el contraataque soviético que resultó en la batalla de Prójorovka, se le atribuyó el fracaso del contraataque. Su ejército continuó actuando con éxito en la operación Polkovodets Rumiántsev en la fase posterior de la batalla y fue galardonado con la Orden de la Bandera Roja por el desempeño de su ejército en Kursk.
Participó en las ofensivas del Dniéper-Cárpatos, Leópolis-Sandomierz, Vístula-Óder y Praga. Fue condecorado con el título de Héroe de la Unión Soviética el 6 de abril de 1945.

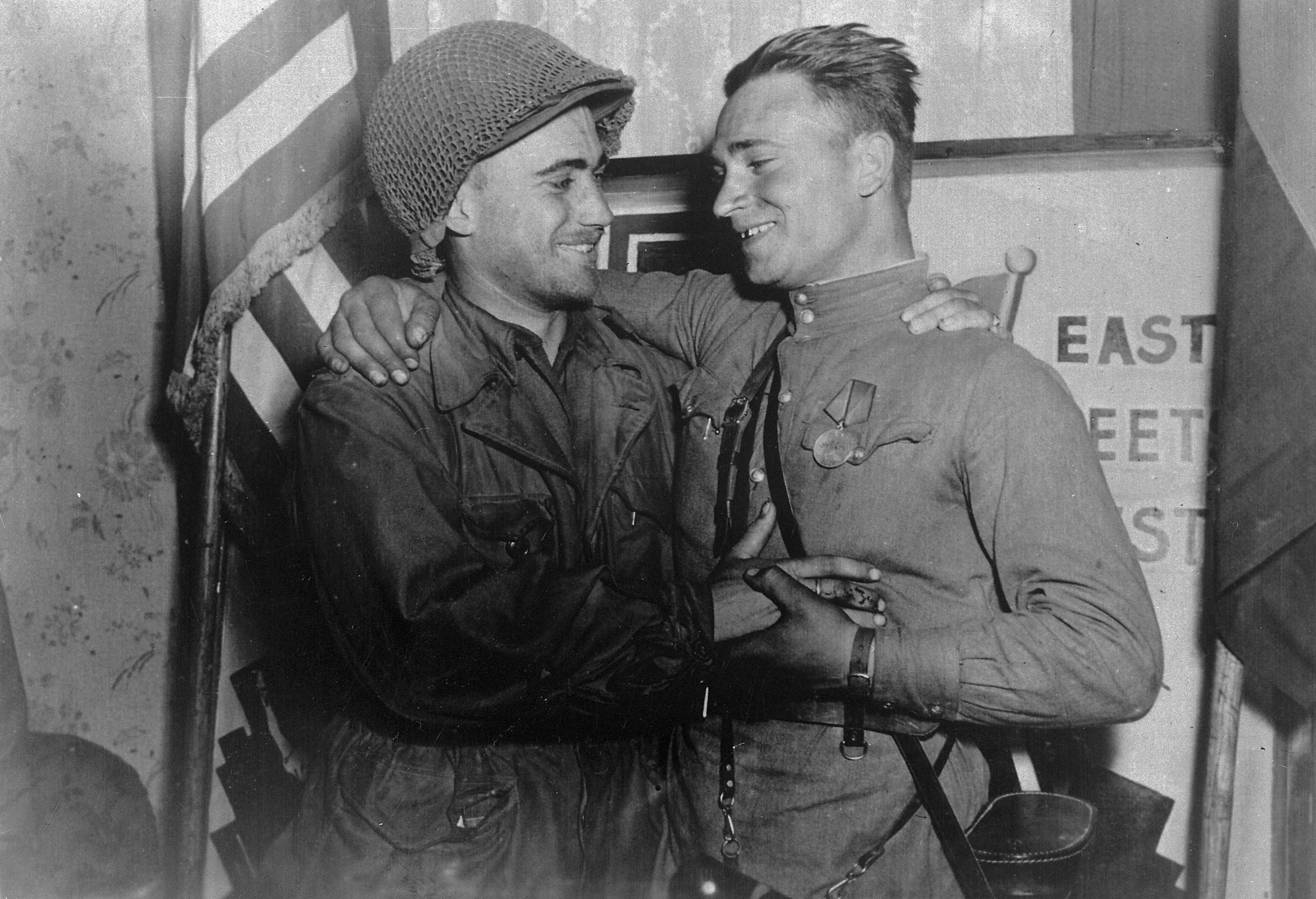
El segundo teniente William Robertson y el teniente Aleksander Silvashko, del Ejército Rojo, aparecen frente al cartel «Oriente se encuentra con Occidente», que simboliza el histórico encuentro de los ejércitos soviético y estadounidense, cerca de Torgau (Alemania) en una sesión de fotos organizada el "Día del Elba".

El 25 de abril de 1945, la 58.ª División de Fusileros de la Guardia del 5.º Ejército de la Guardia de Zhadov se encontró con la 69.ª División de Infantería del Primer Ejército de los Estados Unidos en el río Elba, dividiendo Alemania en dos. El 27 de abril, en Torgau, a orillas del Elba, se conmemoró oficialmente ante las cámaras el conocido como Día del Elba. El 30 de abril, Zhadov ofreció una bulliciosa fiesta de la victoria para los comandantes y oficiales del Primer Ejército de los Estados Unidos y su 5.º Ejército de la Guardia, que incluyó un banquete y una celebración. Durante la fiesta, entregó al comandante del Primer Ejército, el general Courtney Hodges, la placa del 5.º Ejército de la Guardia que había recibido del entonces primer ministro soviético, Joseph Stalin, y Hodges, a cambio, le entregó la bandera del Primer Ejército.

### Posguerra
Después de la Segunda Guerra Mundial, sirvió como comandante en jefe adjunto de las Fuerzas Terrestres de 1946 a 1949, y como jefe de la Academia Militar Frunze de 1950 a 1954. Entre 1954 y 1955, sirvió como comandante en jefe del Grupo Central de Fuerzas, y de 1956 a 1964 sirvió como primer comandante en jefe adjunto de las Fuerzas Terrestres. En septiembre de 1964 asumió el puesto de primer inspector jefe adjunto del Ministerio de Defensa de la Unión Soviética.
Se retiró del servicio activo en 1969 y falleció en Moscú el 10 de noviembre de 1977. Fue enterrado en el cementerio Novodévichi de la capital moscovita. Sus memorias de guerra, Четыре года войны («Cuatro años de guerra»), se publicaron al año siguiente, en 1978.

## Promociones
- Kombrig (4 de noviembre de 1939)
- Mayor general (4 de junio de 1940)
- Teniente general (27 de enero de 1943)
- Coronel general (25 de septiembre de 1944)
- General del Ejército (8 de agosto de 1955).[25]

## Condecoraciones
Unión Soviética
|  | Héroe de la Unión Soviética (6 de abril de 1945) |
|  | Orden de Lenin, tres veces (4 de junio de 1944, 21 de febrero de 1945 y 6 de abril de 1945)                                                                    |
|  | Orden de la Revolución de Octubre |
|  | Orden de la Bandera Roja, cinco veces (12 de febrero de 1943, 27 de agosto de 1943, 3 de noviembre de 1944, 2 de septiembre de 1950 y 15 de noviembre de 1950) |
|  | Orden de Suvórov de 1.er grado, dos veces (22 de febrero de 1944 y 29 de mayo de 1945)                                                                         |
|  | Orden de Kutúzov de 1.er grado (28 de enero de 1943) |
|  | Orden de la Estrella Roja (15 de junio de 1940) |
|  | Orden del Servicio a la Patria en las Fuerzas Armadas de la URSS de 1.er grado (30 de abril de 1975)                                                           |
|  | Medalla por la Defensa de Stalingrado (1942) |
|  | Medalla por la Defensa de Moscú (1944) |
|  | Medalla por la Liberación de Praga (1945) |
|  | Medalla por la Conquista de Berlín (1945) |
|  | Medalla por la Victoria sobre Alemania en la Gran Guerra Patria 1941-1945 (1945)                                                                               |
|  | Medalla Conmemorativa del 20.º Aniversario de la Victoria en la Gran Guerra Patria de 1941-1945 (1965)                                                         |
|  | Medalla Conmemorativa del 30.º Aniversario de la Victoria en la Gran Guerra Patria de 1941-1945 (1975)                                                         |
|  | Medalla Conmemorativa del 40.º Aniversario de la Victoria en la Gran Guerra Patria de 1941-1945 (1985)                                                         |
|  | Medalla Conmemorativa por el Centenario del Natalicio de Lenin (1969)                                                                                          |
|  | Medalla de Veterano de las Fuerzas Armadas de la URSS (1976)                                                                                                   |
|  | Medalla del 20.º Aniversario del Ejército Rojo de Obreros y Campesinos (1938)                                                                                  |
|  | Medalla del 30.º Aniversario de las Fuerzas Armadas de la URSS (1948)                                                                                          |
|  | Medalla del 40.º Aniversario de las Fuerzas Armadas de la URSS (1958)                                                                                          |
|  | Medalla del 50.º Aniversario de las Fuerzas Armadas de la URSS (1968)                                                                                          |
|  | Medalla Conmemorativa del 800.º Aniversario de Moscú (1947) |

Otros países
|  | Medalla de la Amistad Chino-Soviética (China)                                        |
|  | Orden del León Blanco de 1.er grado (Checoslovaquia)                                 |
|  | Orden del León Blanco de 2.do grado (Checoslovaquia)                                 |
|  | Cruz de la Guerra de Checoslovaquia (1939 - 1945) (Checoslovaquia)                   |
|  | Medalla por el Fortalecimiento de la Amistad en Armas, Clase Dorada (Checoslovaquia) |
|  | Medalla Conmemorativa del Paso de Dukel (Checoslovaquia)                             |
|  | Orden de Combate por Servicios al Pueblo y a la Patria, Clase Dorada (Alemania)      |
|  | Cruz de comandante de la Orden Virtuti Militari, dos veces (Polonia)                 |
|  | Cruz de Oficial de la Orden Polonia Restituta (Polonia)                              |
|  | Cruz del Valor (Polonia)                                                             |
|  | Orden de la Cruz de Grunwald de 3.er grado (Polonia)                                 |
|  | Medalla por el Oder, Neisse y el Báltico (Polonia)                                   |
|  | Medalla por Varsovia 1939-1945 (Polonia)                                             |
|  | Medalla de la Victoria y la Libertad 1945 (Polonia)                                  |
|  | Orden de la Bandera Roja (Mongolia)                                                  |
|  | Medalla del 30.º Aniversario de la Victoria en Jaljin Gol (Mongolia)                 |
|  | Medalla del 50.º Aniversario de la Revolución del Pueblo Mongol (Mongolia)           |
|  | Medalla del 50.º Aniversario del Ejército Popular de Mongolia (Mongolia)             |
|  | Orden de Tudor Vladimirescu de 1.er grado, dos veces (Rumanía)                       |
|  | Comandante de la Legión al Mérito (Estados Unidos)                                   |